# Frank Kämmer
Frank Kämmer (* 8. Februar 1968 in Ludwigsburg) ist ein deutscher Weinfachmann und Autor.

## Ausbildung
Von 1984 bis 1987 absolvierte er im Land- und Schlosshotel Friedrichsruhe eine Berufsausbildung zum Restaurantfachmann. 1997 folgte eine Aufstiegsfortbildung zum Fachkaufmann für Marketing. Im Jahr 2004 belegte er einen Fernlehrgang an der Cornell University (USA), den er mit einer Certification in Essentials of Hospitality Management abschloss.

## Beruflicher Werdegang
Frank Kämmer arbeitete von 1988 bis 1989 zunächst als Sommelier im Hotel Intercontinental in Stuttgart und dann von 1989 bis 2004 in gleicher Funktion im Stuttgarter Sterne-Restaurant Délice.
1994 wurde er in die Association des Maitres-Conseils en Gastronomie Française aufgenommen und bestand 1996 die Prüfung zum Master Sommelier, der höchsten internationalen Auszeichnung seines Berufsstandes. 2002 wurde er als erster Deutscher in den 1960 gegründeten Circle of Wine Writers aufgenommen. Der elitäre Kreis führender, überwiegend britischer Weinjournalisten umfasst rund 280 Mitglieder.
Kämmer ist heute hauptberuflich als Consultant in der Wein- und Gastronomiebranche tätig. Zu seinen Kunden zählen unter anderem Unternehmen wie der chinesische Weinkonzern Changyu, der Burgunder-Importeur KierdorfWein und das südafrikanische Weingut 4G. Frank Kämmer hat zahlreiche Bücher zum Thema Wein und Spirituosen veröffentlicht und ist regelmäßiger Autor verschiedener Fachpublikationen, darunter der Vinum Weinguide.

## Bücher
- Kleine Weinkunde. 100 Empfehlungen für Geniesser, Augustus Verlag, 1999
- Aldidente Vino. Der Weinführer durch den Kult-Discounter, Eichborn Verlag, 2000
- Aldidente Cocktail und Co, Eichborn Verlag, 2001
- Weinschule für Genießer. Empfehlungen für den richtigen Umgang und perfekten Genuss, Augustus Verlag, 2002
- Kleines Lexikon der Wein-Irrtümer, Eichborn Verlag, 2006
- Auf Weinreise – Rheingau / Hessische Bergstraße, Hampp-Verlag, 2006
- Auf Weinreise – Pfalz, Hampp-Verlag, 2007
- Auf Weinreise – Württemberg, Hampp-Verlag, 2006
- Die 100 besten Weinberge Deutschlands, Hampp-Verlag, 2006
- Auf Weinreise – Baden, Hampp-Verlag, 2007
- Super-Weine aus dem Supermarkt, Eichborn Verlag, 2002
- Super-Weine aus dem Supermarkt 2005/2006, Eichborn Verlag, 2004
- Super-Weine aus dem Supermarkt 2008/2009, Eichborn Verlag, 2007
- 100 Bioweine für jeden Anlass, Eichborn Verlag, 2008

## Auszeichnungen
- 1994/95 Trophée Ruinart Deutschland: „Bester Sommelier Deutschlands“
- 1994/95 Trophée Ruinart Europa: „Zweitbester Sommelier Europas“
- 1994/95 Grand Prix Sopexa: „Bester Sommelier Deutschlands für französische Weine“
- 1994 Nicolaus-Cusanus-Weinkultur-Preis
- 1994 Bacchus-Preis des österreichischen Weininstituts
- 1995 Destillata-Trophy für höchste Spirituosenkultur
- 1996 Pro-Riesling-Förderpreis
- 2001 „Sommelier 2001“ des Bertelsmann Restaurantführers